# Youku
Youku (chinois simplifié : 优酷 ; chinois traditionnel : 優酷 ; pinyin : Yōukù, littéralement « excellent [et] cool »), est un site web d'hébergement de vidéo en Chine.

## Historique
Le 18 octobre 2010, Disney signe un accord de distribution avec le site chinois Youku.
En mars 2012, l'entreprise rachète Tudou et devient par la suite la plus grosse plateforme de vidéo en ligne en Chine, sous le nom Youku Tudou.
En avril 2014, Alibaba.com entre dans le capital de la société.
Le 12 novembre 2014, Xiaomi annonce l'acquisition d'une participation dans Youku Tudou. 
En octobre et novembre 2015, Alibaba Group annonce l'acquisition des participations dans Youku qu'il ne détient pas, pour l'équivalent de 3,7 milliards de dollars valorisant cette entreprise pour l'équivalent de 4,8 milliards de dollars. Au moment de l'annonce, Alibaba détenait 18,3 % de Youku.